# Christian Staaf
Christian Staaf, född 8 december 1808 i Karlstad, död 28 december 1880 i Stockholm, var en svensk major, tecknare, akvarellmålare och litograf. 
Han var son till löjtnanten Axel Fredrik Staaf och Magdalena Fredrika Ström och bror till Axel Staaf. Han kom i 15-årsåldern till krigsakademien på Karlberg och avlade officersexamen 1830 och blev underlöjtnant vid Göta artilleriregemente. Han tjänstgjorde vid raket- och fyrverkarekåren på Marieberg 1836–1850 innan han utsågs till artilleribefälhavare vid Nya Älvsborgs fästning 1850. Han blev 1851 kommenderad till artilleristaben där hans skicklighet som ritare togs i anspråk vid litograferingen av ett flertal militära planscher. Under sin militära studietid hade han fått teckningsundervisning av Carl Gustaf Gillberg och AC Wetterling. Han var lärare i artilleriritning vid Krigshögskolan på Marieberg 1858–1873 och blev ledamot av Krigsvetenskapsakademien 1860. Han utnämndes slutligen till major 1872. Vid sidan av sitt yrkesmässiga tecknande roade han sig på lediga stunder med att i blyertsteckning eller lavyrer återge scener ur militär- och umgängeslivet från de platser han varit kommenderad. Tack vare de detaljerade teckningarna och noggrant förklarande påskrifter har hans teckningar förutom det konstnärliga ett stort kulturhistoriskt värde. Staaf är representerad med två skissböcker med bilder från militärlivet i Göteborg och Nya Älvsborg vid Göteborgs historiska museum, ett ritalbum med människorna och miljön runt herrgården Körtingsberg vid Örebro läns museum, fyra skissböcker i Kungliga armémuseum, en skissbok vid Nordiska museet samt ett självporträtt och teckningar från Frankrike vid Nationalmuseum. Staaf är begravd på Norra begravningsplatsen utanför Stockholm.